# Constantin Kontomytès
Constantin Kontomytès ou Contomytès (en grec : Κωνσταντῖνος ὁ Κοντομύτης,) est un général byzantin actif vers le milieu du IXe siècle.
Il est d'abord connu comme gouverneur (stratège) du thème des Thracésiens. Sous cette fonction, il inflige une sévère défaite aux forces de l'émirat de Crète en 841, alors qu'elles viennent de lancer un raid contre une riche communauté monastique du mont Latros. Peu après ou peu avant, la fille de Constantin se marie au magistros Bardas, qui est le neveu de l'impératrice Théodora du côté de sa mère et du patriarche Photios Ier de Constantinople du côté de son père. Par la suite, Bardas prend le nom de son beau-père,. En 859, l'empereur Michel III l'envoie en Sicile à la tête de trois cents navires, pour combattre les Arabes sur l'île. Toutefois, l'armée byzantine subit une lourde défaite face à Abbas ibn Fadhl et est contrainte de se replier sur les navires. Il est parfois identifié avec le général byzantin, connu par les sources arabes sous le nom de Ibn Qatuna, qui dirige la flotte byzantine qui pille Damiette en 852/853.